# Ratzeburg
Ratzeburg är en stad  i Schleswig-Holstein, Tyskland. Staden är huvudort i distriktet (Landkreis) Herzogtum Lauenburg. Folkmängden uppgår till cirka 14 600 invånare.

## Geografi
Ratzeburg är beläget vid sjön Ratzeburger See mellan städerna Lübeck och Mölln i distriktet Herzogtum Lauenburg.

## Historia
Ratzeburg fick sina stadsrättigheter 1044. Den var en gång den största orten i staten Sachsen-Lauenburg och var födelseort för den svenska drottningen Katarina av Sachsen-Lauenburg.
1815 hamnade Ratzeburg åter under danskt styre. Efter det dansk-tyska kriget 1864 blev Ratzeburg en del av Preussen.

## Politik

### Regerande borgmästare
- 1872-1896: Gustav Heinrich Friedrich Hornborstel
- 1897-1909: Friedrich Tronier
- 1909-1925: Friedrich Goecke
- 1926-1938: Karl Saalfeld
- 1938-1939: Karl Michaelis
- 1939-1945: Max Stelter
- 1945-1946: Karl Kiesewetter
- 1946-1962: Otto Hofer
- 1962-1968: Friedhelm Schöber
- 1968-1989: Peter Schmidt
- 1989-2001: Bernd Zukowski
- 2001-2007: Michael Ziethen
- 2007-2019: Rainer Voß
- 2019-2021: Gunnar Koech
- 2021: Eckhard Graf

## Vänorter
Ratzeburg har följande vänorter:
| Frankrike | Châtillon (Frankrike), (sedan 1960) |
| Belgien   | Esneux (Belgien), (sedan 1969)      |
| Belgien   | Walcourt (Belgien), (sedan 1969)    |
| Danmark   | Ribe (Danmark), (sedan 1989)        |
| Tyskland  | Schönberg (Tyskland), (sedan 1990)  |
| Polen     | Sopot (Polen), (sedan 1994)         |
| Sverige   | Strängnäs (Sverige), (sedan 1996)   |

## Infrastruktur
Staden ligger omkring tjugo kilometer söder om Lübeck nära förbundsvägen (tyska:Bundesstraße) B 207 - Alte Salzstrasse - Gamla saltvägen mellan Lübeck och Lüneburg. Förbundsvägen B 208 från Bad Oldesloe till Wismar går genom staden, som innan återföreningen av de båda tyska staterna låg omedelbart intill gränsen till DDR. Järnvägen Lübeck-Lüneburg har en station strax utanför staden.